# 구사쓰역 (시가현)
구사쓰역(일본어: 草津駅, くさつえき 구사쓰에키[*])는 일본 시가현 구사쓰시에 위치한 서일본 여객철도의 역이다.

## 역 구조
섬식 승강장으로 3면 6선이다. 1968년 고가화, 1970년 구사쓰 ~ 교토 간의 복복선화에 의한 5·6번 승강장 신설에 따라 현재의 승강장 구조가 되었다. 그 이외에 승강장이 없는 선로가 상하행 양방에 한 개씩 있어 회송 열차나 화물 열차의 대피를 위해 사용하고 있다. 이 역 ~ 교토 역 간의 복복선화가 완성된 것에 수반하여 구사쓰 선의 선로 변경이 이루어져 도카이도 본선에서의 직통 구사쓰 선 상행 열차는 도카이도 본선을 입체 교차하여 넘는 구조가 되었다. 구사쓰 선의 구 선로 부지는 도로로 사용되고 있다.
구사쓰 선 (구선) 분기점 쪽에는 구사쓰 선용 증기 기관차의 전차대나 급탄소, 급수탑의 설비도 있었다. 현재 그것들의 부지는 보수 차량 기지와 연립 주택 등으로 이용되고 있다. 예전에는 화물 취급과 구사쓰 선 직통 열차의 기관차 교환 작업, 조차장 기능도 있었기 때문에 상하행선의 외측에 측선이 있었지만 현재는 사용되지 않는다.
구사쓰 선을 영업한 간사이 철도가 역 남측에 차량기지 (검수고) 등을 가지고 있었다. 사용 폐지 후에도 부지가 온전히 남아있었다가 현재에는 긴테츠 백화점 구사쓰 점과 연립 주택 등으로 이용되고 있다.

### 승강장
| 1    | ■ 구사쓰 선          | 기부카와・쓰게 방면                |
| 2    | ■ 구사쓰 선          | 기부카와・쓰게 방면                |
| 2    | ■ 비와코 선 (하행선) | 교토・오사카 방면 (구사쓰 선 직통) |
| 3・4 | ■ 비와코 선 (하행선) | 교토・오사카 방면                  |
| 5・6 | ■ 비와코 선 (상행선) | 야스・마이바라 방면                |
| 5・6 | ■ 구사쓰 선          | 기부카와・쓰게 방면 (일부)         |

평상시에는 1·2번 승강장이 구사쓰 선, 3·4번 승강장이 비와코 선 하행, 5·6번 승강장이 비와코 선 상행으로 사용되고 있지만 예외로서 구사쓰 선과 비와코 선이 직통하는 열차의 경우에는 구사쓰 선 하행으로부터 교토 방면 구사쓰 선 2번 승강장, 상행 교토역으로부터 구사쓰 선 방면은 비와코 선 6번 승강장을 사용한다.
비와코 선의 하행선 열차 (구사쓰 선 직통 제외)는 이 역에서부터 앞으로 내측선과 외측선의 어느 쪽을 통과할 지의 여부와 상관 없이 원칙대로 특급과 신쾌속은 3번 승강장, 보통 열차는 4번 승강장을 사용한다. 또 상행선 열차는 일부를 제외하고 내측선을 경유하는 열차는 5번 승강장, 외측선을 경유하는 열차는 6번 승강장을 사용한다.

## 승차량 변동
| 회사      | 승차 인원 | 승차 인원 | 승차 인원 | 승차 인원 | 승차 인원 | 승차 인원 | 승차 인원 | 승차 인원 | 주 석 |
| 회사      | 1993년    | 1994년    | 1995년    | 1996년    | 1997년    | 1998년    | 1999년    | 2000년    | 주 석 |
| --------- | --------- | --------- | --------- | --------- | --------- | --------- | --------- | --------- | ----- |
| JR 서일본 | 28579     | 28600     | 27195     | 28030     | 28565     | 28529     | 27920     | 27648     | [ 1 ] |
| 회사      | 2001년    | 2002년    | 2003년    | 2004년    | 2005년    | 2006년    | 2007년    | 2008년    |       |
| JR 서일본 | 27231     | 26887     | 26882     | 27023     | 27031     | 27831     | 28134     | 28234     | [ 1 ] |

## 연혁
- 1889년 7월 1일: 관설철도의 여객 및 화물 취급역으로서 개업 (세키가하라 ~ 바바) 간의 개통과 동시에)
- 1889년 8월 1일: 역 구내에 음식물 판매 개시
- 1889년 12월 15일: 간사이철도의 당역 ~ 미구모 역 간 개통
- 1895년 4월 1일: 노선 명칭 제정에 따라 도카이도 선 소속이 되었다.
- 1907년 10월 1일: 간사이 철도가 국유화되었다.
- 1909년 10월 12일: 노선 명칭 재차 제정에 따라 쓰게 ~ 구사쓰 구간의 구 간사이 철도 노선이 구사쓰 선으로 명명되었다.
- 1956년 11월 19일: 도카이도 본선 전철화.
- 1967년 4월 2일: 고가역사 완성, 사용 개시
- 1968년 4월 10일: 서쪽 출구 개설
- 1970년 3월 9일: 구사쓰 ~ 교토 간의 복복선화 공사 완료
- 1971년 4월 26일: 구사쓰 시종착 신쾌속의 운전 개시
- 1980년 1월 24일: 구사쓰 선 전철화 공사 완료
- 1986년 11월 1일: 화물 취급 중단
- 1987년 3월 31일: 화물 취급 재개, 다만 재개 이후의 실적은 없다.
- 1987년 4월 1일: 민영화에 따라 서일본 여객철도의 소속이 되었다.
- 2003년 11월 1일: IC 카드 이코카의 사용이 가능해졌다.

## 인접정차역
| 서일본 여객철도 도카이도 본선 | 서일본 여객철도 도카이도 본선 | 서일본 여객철도 도카이도 본선 |
| ----------------------------- | ----------------------------- | ----------------------------- |
| 모리야마 마이바라 방면        | ■ 비와코 선 신쾌속            | 이시야마 히메지 방면          |
| 릿토 마이바라 방면            | ■ 비와코 선 보통              | 미나미구사쓰 히메지 방면      |
| 서일본 여객철도 구사쓰 선     |                               |                               |
| 데하라 쓰게 방면              | ■ 구사쓰 선                   | 시·종착역                     |